# 岑文昭
岑文昭（?—?），唐朝官员，南阳棘阳县（今河南省新野县）人。
岑文昭是邯鄲县令岑之象的儿子，岑文本、岑文叔（岑长倩之父）的弟弟。岑文本久在中书，赏赐很多，财物出入，都交给弟弟岑文昭。岑文昭时任校书郎，喜欢结交宾客，唐太宗听说后不高兴，曾和缓地对岑文本说：“你的弟弟过分交往，恐怕会牵累到你，朕想让他到外地做官，你看如何？”岑文本哭着说：“我弟弟年少时父亲去世，老母亲对他特别钟爱，从未让他离开身边。如今若是外出，母亲必然忧愁憔悴，傥若没有弟弟在身边，也会没有老母了。”泣不成声，太宗怜悯他的孝心，打消了之前的想法。只是召见岑文昭，严厉告诫，岑文昭最终也没有犯错。